# خواهران (فیلم ۱۹۱۴)
خواهران (انگلیسی: The Sisters) فیلمی است که در سال ۱۹۱۴ منتشر شد. از بازیگران آن می‌توان به لیلین گیش اشاره کرد.